# Шубрюг Северный

Шубрюг Северный — река в России, протекает в Опаринском и Мурашинском районах Кировской области. Река служит правой составляющей реки Шубрюг, образует его, сливаясь с рекой Шубрюг Полуденный. Длина реки составляет 38 км, площадь водосборного бассейна 261 км². В 11 км от устья, по правому берегу реки впадает река Фомиха.
Река берёт начало на Северных Увалах в 40 км к юго-западу от посёлка Опарино. Основное направление течения — юг, всё течение проходит по лесному массиву, на реке кроме нежилого посёлка Мирный населённых пунктов нет. Притоки — Пальница (левый); Беленичный, Фомиха, Бобровка, Малиновка (правые).

## Данные водного реестра
По данным государственного водного реестра России относится к Камскому бассейновому округу, водохозяйственный участок реки — Вятка от города Киров до города Котельнич, речной подбассейн реки — Вятка. Речной бассейн реки — Кама.
По данным геоинформационной системы водохозяйственного районирования территории РФ, подготовленной Федеральным агентством водных ресурсов:
- Код водного объекта в государственном водном реестре — 10010300312111100035713
- Код по гидрологической изученности (ГИ) — 111103571
- Код бассейна — 10.01.03.003
- Номер тома по ГИ — 11
- Выпуск по ГИ — 1